# تماشای آفتاب
تماشای آفتاب: مجموعه حکایت حضور کتابی از محمدتقی اختیاری است که در سال ۱۳۸۴ منتشر و در مراسم کتاب سال جمهوری اسلامی ایران به‌عنوان کتاب برگزیده معرفی شد.